# Pakistan Automotive Manufacturers Association
Пакистанська асоціація виробників автомобілів або PAMA (урду پاکستان موٹر گاڑی تولید کننده تنظیم, англ. Pakistan Automobile Manufacturers Association) є торгово-промисловою асоціацією виробників автомобілів, що працюють в Пакистані. Це провідна адвокатська група для автомобільної промисловості Пакистану. Ліцензована Міністерством Комерції згідно з Постановою про Торговельні Організації у 2007 р., PAMA прагне розробляти конструктивні рішення проблем державної політики, які сприяють стабільній мобільності та вигідності суспільству у сферах безпеки навколишнього середовища, енергетики та автотранспортних засобів. PAMA також служить центральним джерелом статистичних даних для автомобільної промисловості.

## Автовиробники
- Al-Ghazi
- Al Haj Faw
- Atlas Honda
- Crown
- Dewan Farooque Motors
- DYL Motorcycles
- Fateh Motors
- Ghandhara
- Ghandhara Nissan
- Ghani
- Hinopak Motors
- Honda Atlas
- Indus Motors
- Karakoram Motors
- Kausar
- Master Motors
- Millat
- Omega
- Pak Suzuki
- Plum Qingqi Motors
- Raazy
- Ravi
- Orient Automotive
- Omega Industries
- Sazgar
- Sigma Motors
- Sohrab
- Super Asia Motors
- United
- Volvo Pakistan
- Yamaha Pakistan

## Зовнішні посилання
- Офіційна сторінка Pakistan Automobile Manufacturers Association [Архівовано 10 травня 2018 у Wayback Machine.]